# 黒犬O'clock
『黒犬O'clock』（くろいぬおくろっく）とは、遠藤海成による日本の漫画作品。『月刊コミックジーン』（メディアファクトリー）にて、2011年7月号（創刊号）より連載開始。2012年5月号に掲載されたのを最後に休載している。単行本は2012年4月27日現在で既刊2巻。

## あらすじ
幼い頃から、人の死期を正確に知る特殊能力を持つ男子高校生・小野田暁は、ある日最愛の祖母の死が近いことを知る。「せめて、悔いのない死に方をさせたい」と思った暁は、理想の死に方をプロデュースするという会社『ブラックドッグ』を訪れる。そこには、思いも寄らぬ出会いが待ち構えていた。

## 登場人物

### 主要人物
小野田 暁（おのだ あき）
本作の主人公。高校2年生。16歳。陸上部所属。幼い頃から、時限時計という特殊能力を持つ。大人しく優しい。最愛の祖母の死期が近いことを知り、『ブラック・ドッグ』を訪れるが、その代価として、1年間『ブラック・ドッグ』で働くことになる。好きなタイプは、年上の女性。成績、運動神経は、それなりに良い。
遠藤作品では、初めての男性主人公。
吉宗（よしむね）
『ブラック・ドッグ』社員。小学6年生。幼くして、天才的な頭脳と莫大な貯金を持つ。暁達の仕事をプロデュースしてくれる。接客時は、笑顔を絶やさず丁寧に接するが、実際は歯に衣を着せぬ性格で、関西弁を話す。
十時 いばら（ととき いばら）
暁と同じ高校に通う女子生徒。高校1年生。通称：いばら姫。命数時計という特殊能力を持つ。イングランド人の父親と日本人の母親のハーフ。物静かで、しっかり者。よく意味深な発言をする。ミステリアスな雰囲気の美少女だが、意外と身体能力は高い。『ブラック・ドッグ』と関係があると思われるが、本人曰く「無関係という関係」。
十時 蓮（ととき れん）
『ブラック・ドッグ』社員で、いばらの兄。大学2年生。妹・いばらと同じく命数時計という特殊能力を持つ。いつもマイペース。職場では、よく吉宗の遊び相手をしている。いばらを溺愛している。

### その他の登場人物
嘉原 清春（よしはら きよはる）
暁のクラスメイトで、親友。女好きでお調子者。学生にして、プロサッカー選手。成績、運動神経、容姿の良さから、学校での人気が高く、マスコミにも取り上げられたこともある。将来は、ドイツで活躍したいと思っている。
小野田 実月（おのだ みづき）
暁の妹。中学生。兄・暁のことを「暁ちゃん」と呼ぶ等、生意気な性格。清春とも仲が良い。
志保（しほ）
『ブラック・ドッグ』の受付嬢。

## 用語
有限会社ブラック・ドッグ
吉宗が経営する会社。「理想の死に方」をプロデュースしてくれる。場所は、ビルの5階にある。
時限時計（カウントダウン）
暁が持つ特殊能力。12日前から人の死期を正確に知ることが出来る。死期が近い者の胸に、時計が見える様になり、12日経つと時計が壊れ、相手は死ぬ。 なお、「時限時計」という名前は、吉宗がつけたもの。
命数時計（リミット）
十時兄妹が持つ特殊能力。人の一生の残り時間を知ることが出来るが、秒針が無い為、時限時計と比べて正確性に欠ける。

## 書誌情報
- 遠藤海成『黒犬O'clock』メディアファクトリー〈MFコミックス ジーンシリーズ〉、既刊2巻（2012年4月27日現在）
  1. 2011年11月26日発売[3]、ISBN 978-4-84-014069-0
  2. 2012年4月27日発売[4]、ISBN 978-4-84-014461-2